# Ederseebahn-Radweg
Koordinaten: 51° 15′ 39,1″ N, 8° 59′ 16,5″ O

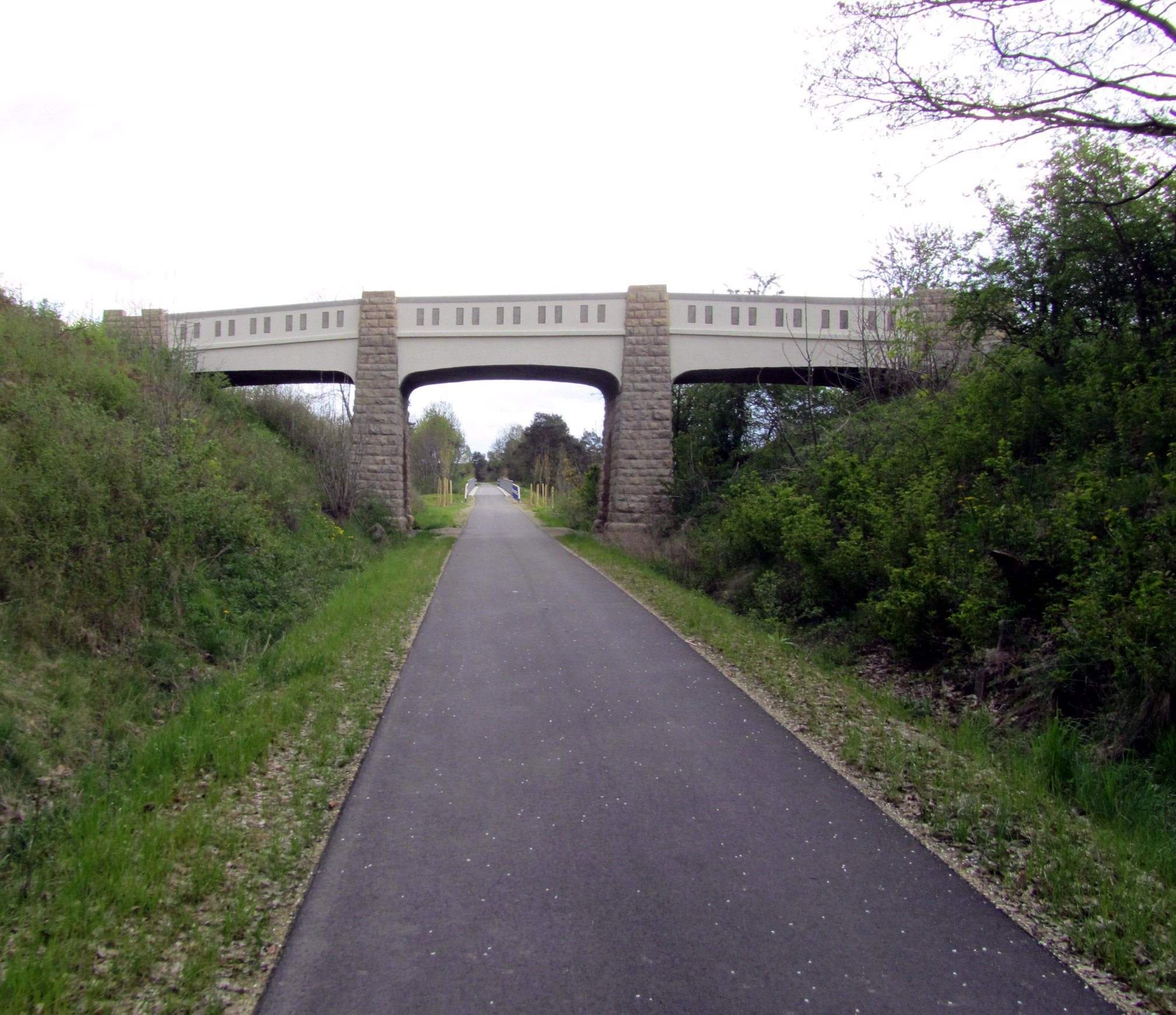
Ederseebahn-Radweg zwischen Höringhausen und Sachsenhausen: Beispiel für eine typische historische Radweg-Unterführung; sofern möglich wurden alte Bauwerke saniert

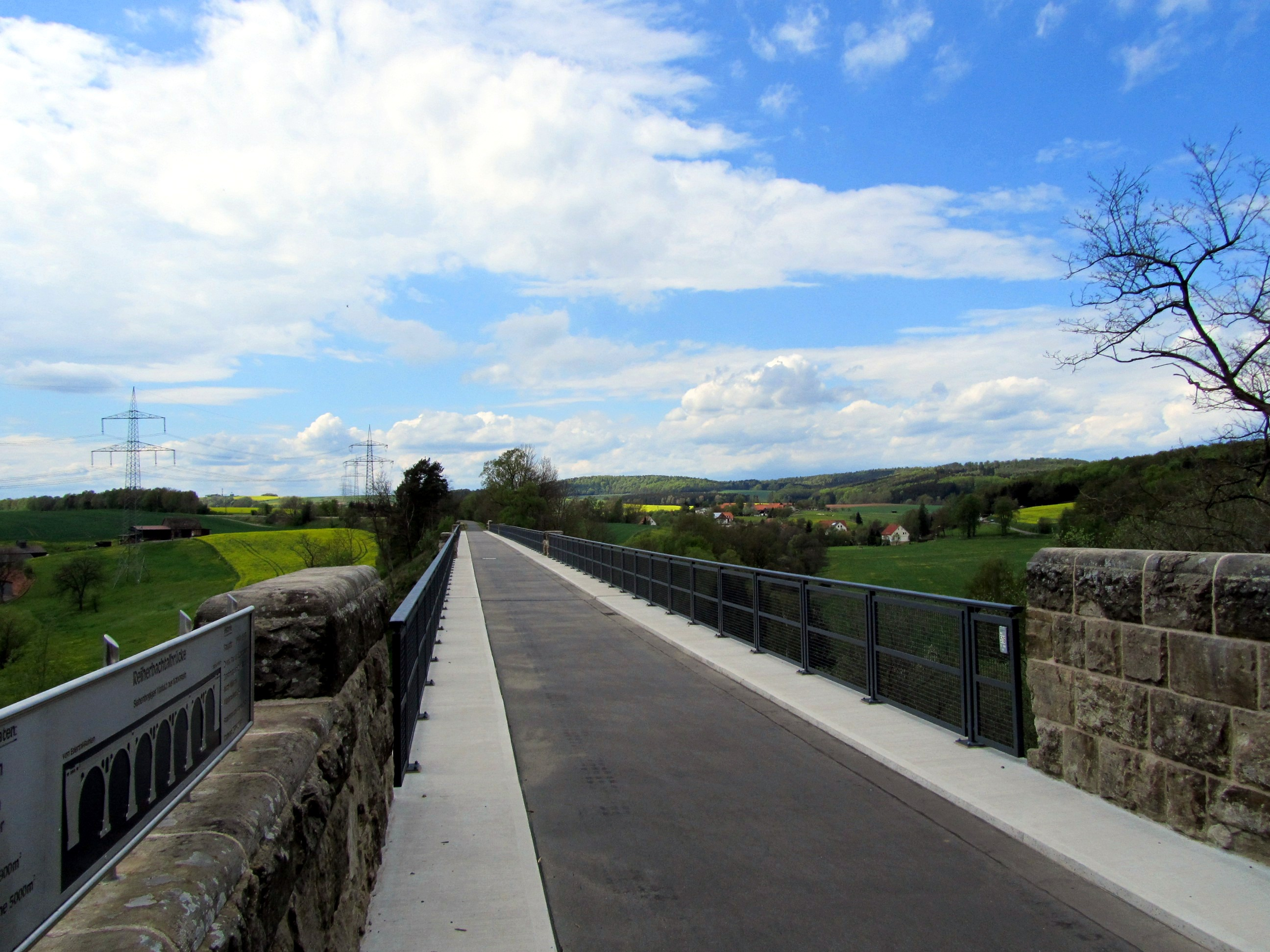
Ederseebahn-Radweg: Selbacher Viadukt (Reiherbachbrücke; Mai 2012)

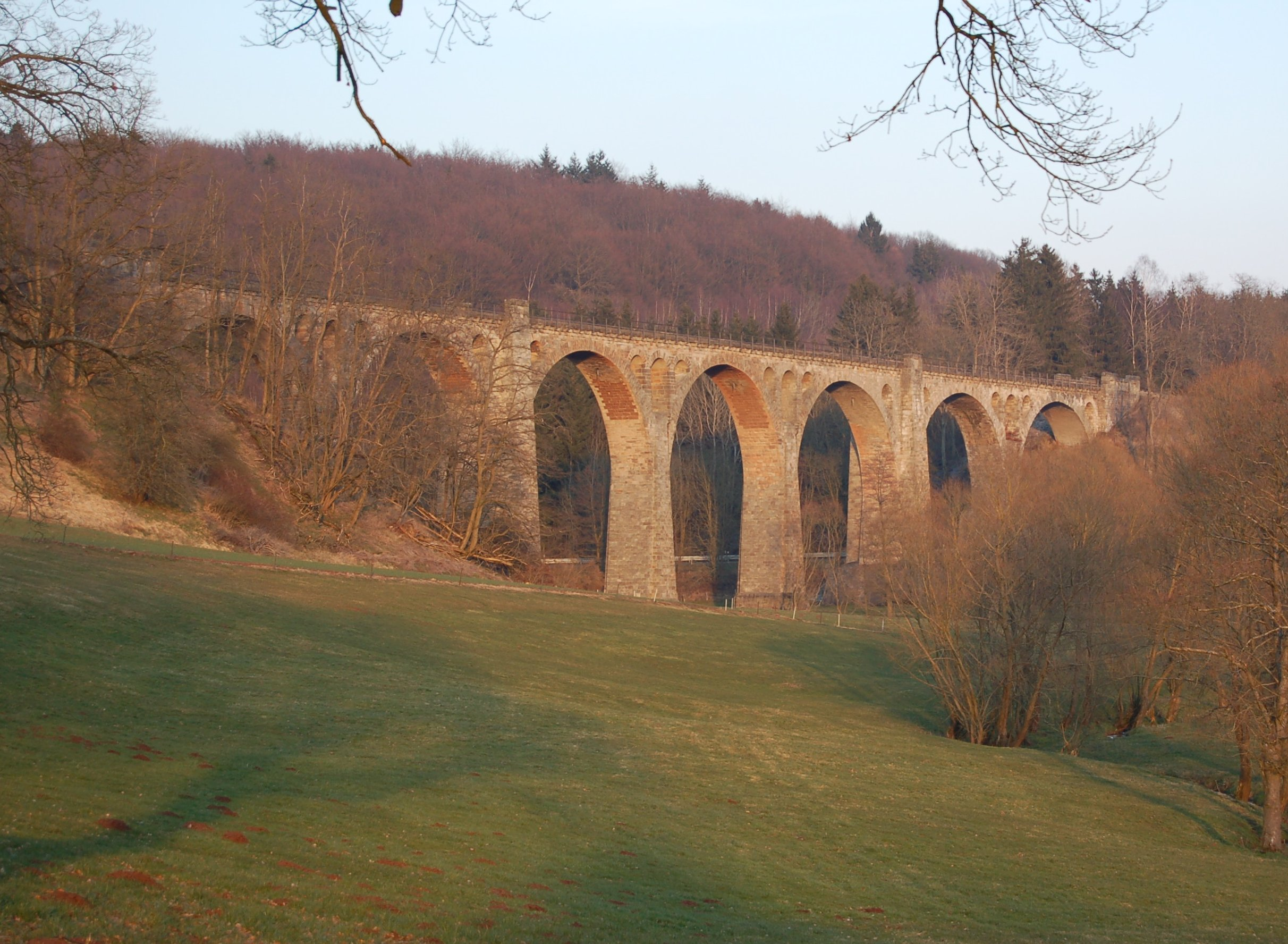
Selbacher Viadukt bei Selbach im Tal des Reiherbachs (2008)

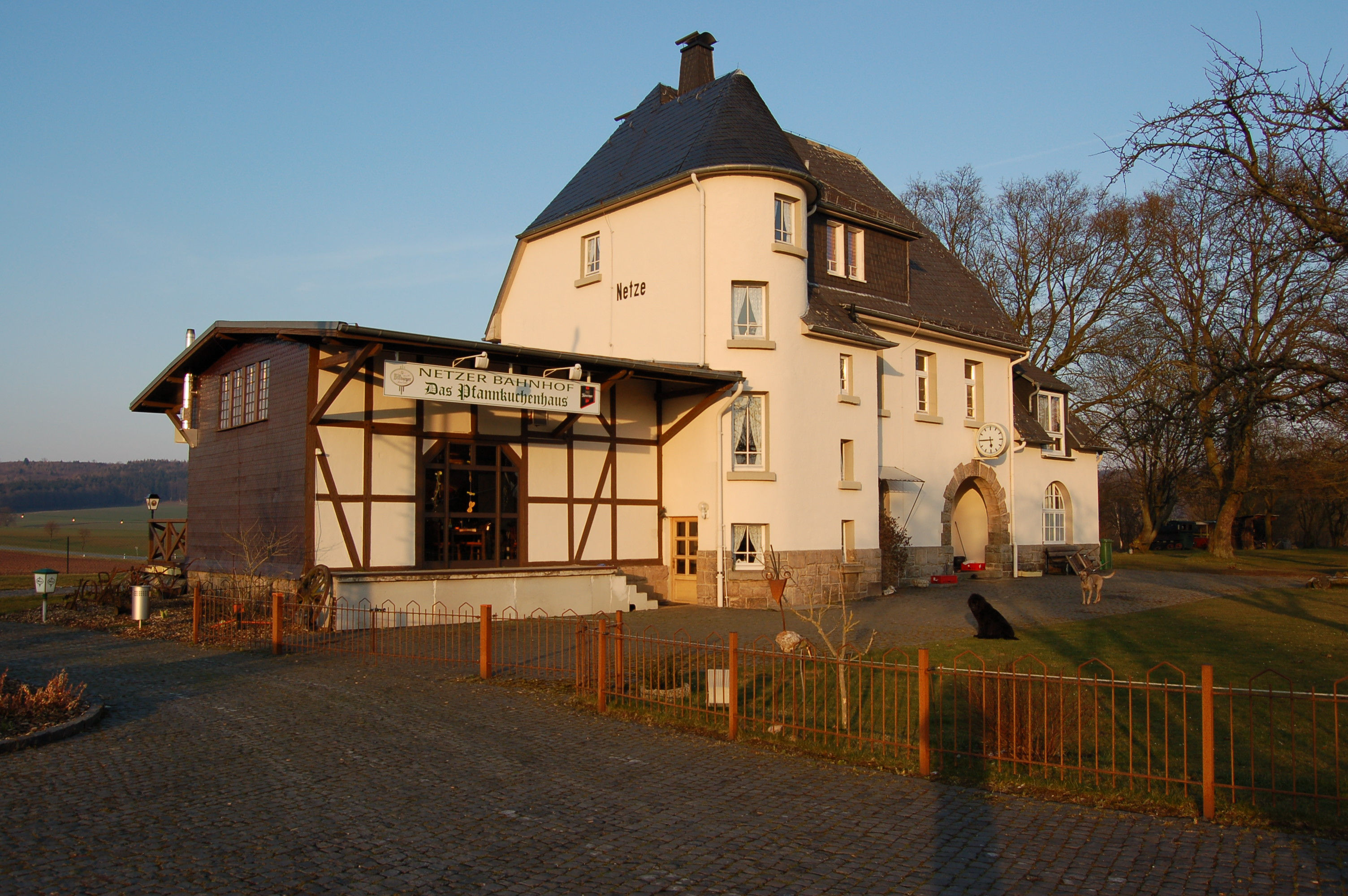
Ehemaliger Bahnhof Netze

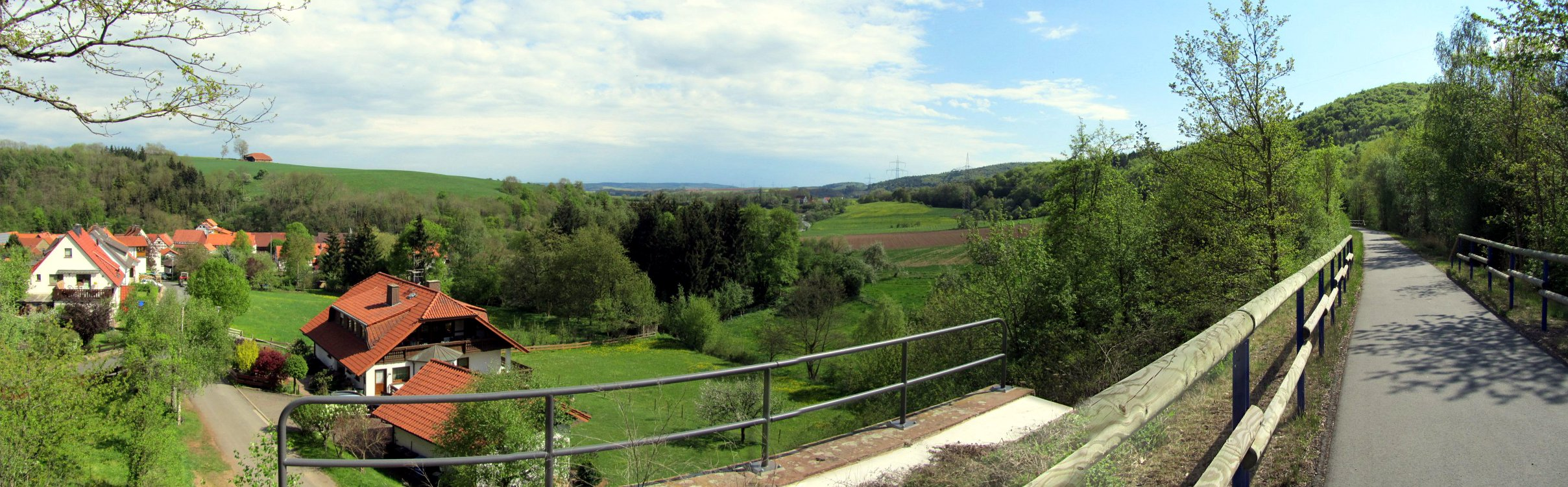
Ederseebahn-Radweg am Westrand von Buhlen (Straße Vor der Haardt)

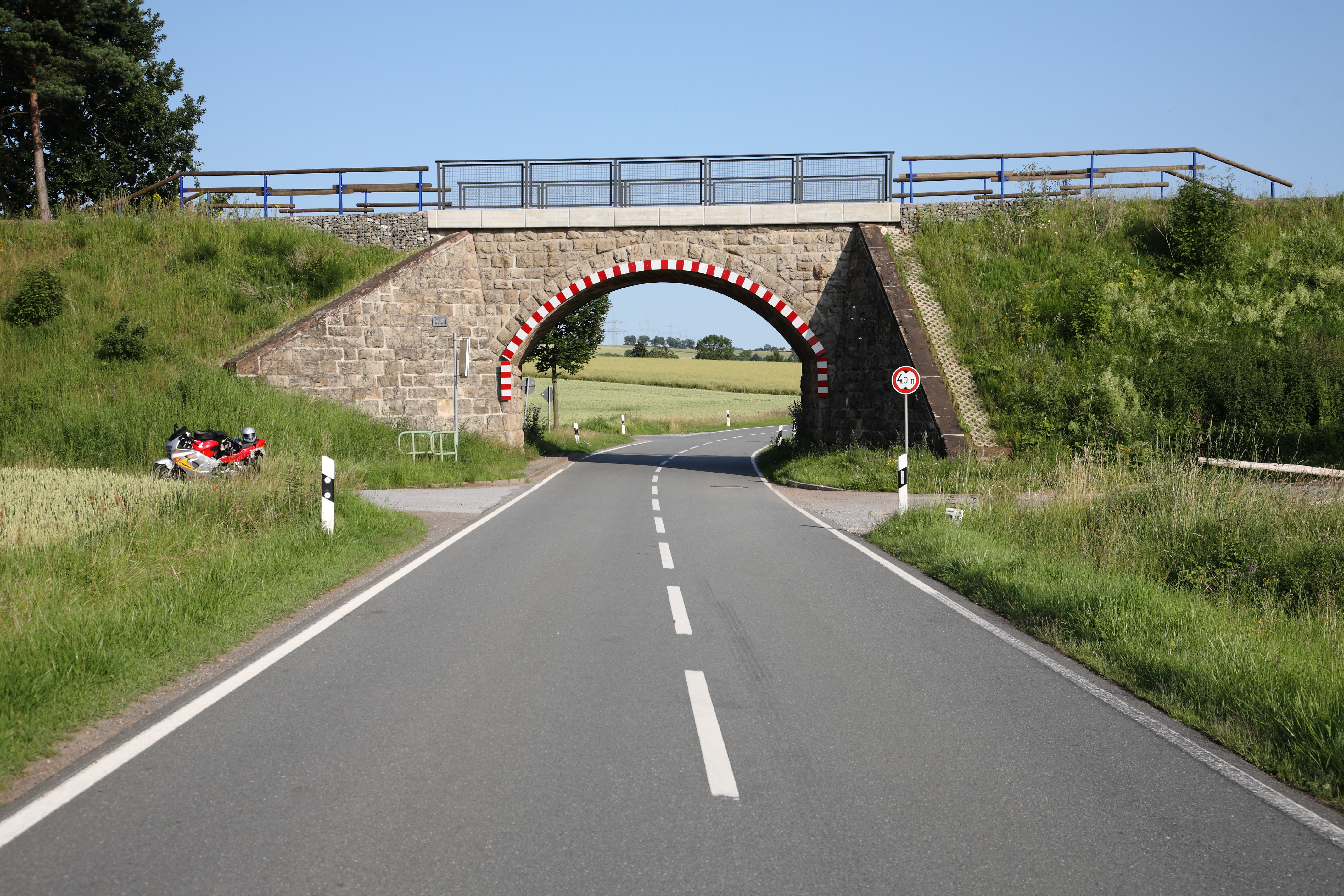
Die Bahnbrücke der ehemaligen Bahnstrecke Wega–Brilon Wald in Waldeck-Höringhausen über der Kreisstraße K15 (Richtung Höringhausen).

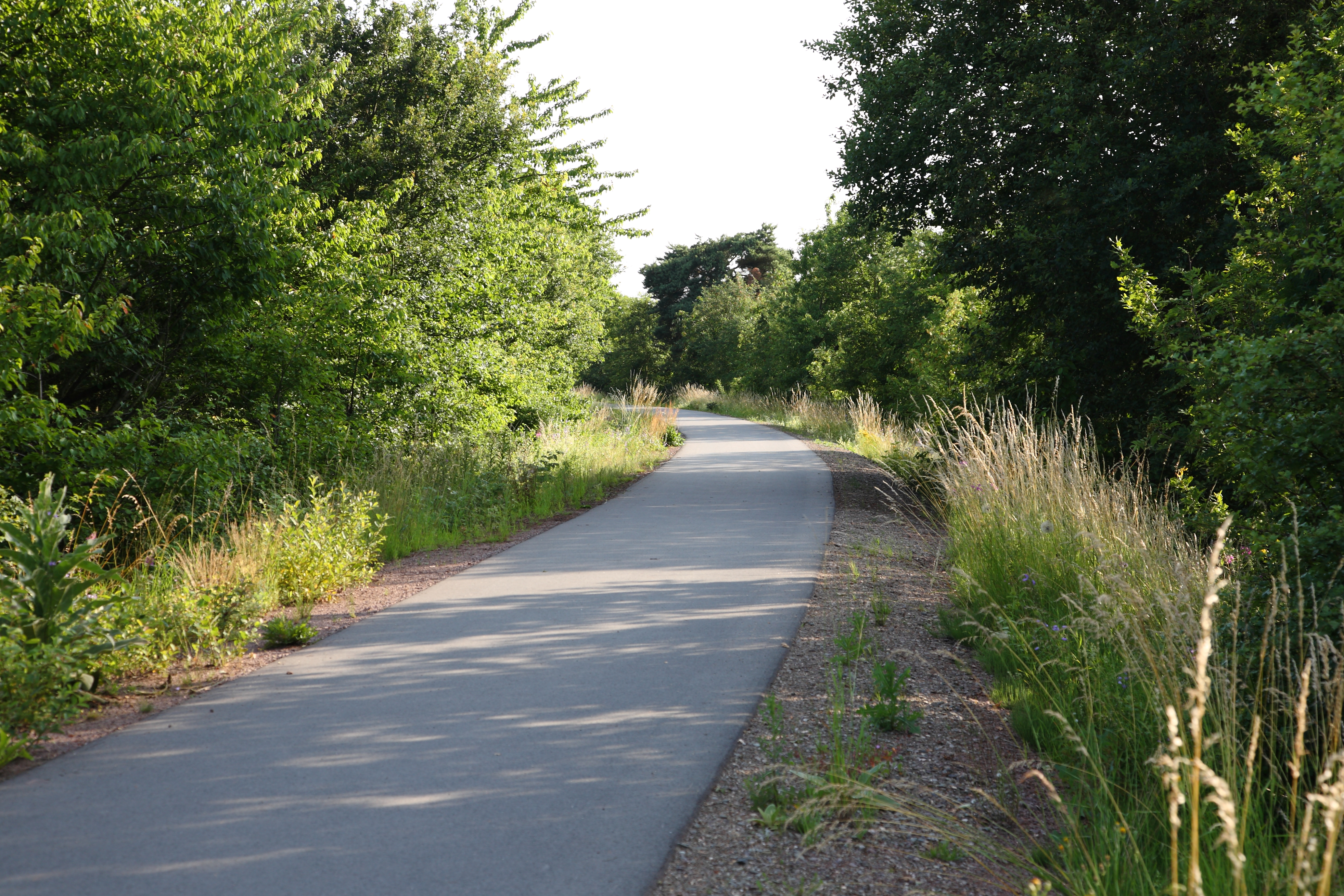
Der ehemalige Abschnitt der Bahnstrecke Wega–Brilon Wald in Waldeck-Höringhausen (Richtung Korbach).

Der Ederseebahn-Radweg ist ein 26,139 km langer Radweg auf der Trasse der einstigen Ederseebahn (Teil der abschnittsweise weiterhin in Betrieb befindlichen Bahnstrecke Wega–Brilon Wald) im Landkreis Waldeck-Frankenberg, Nordhessen (Deutschland), der von 2008 bis 2012 angelegt wurde. Zu den Fahrradwegen auf stillgelegten Bahntrassen gehörend verläuft er im Westhessischen Berg- und Senkenland von Korbach nach Buhlen.

## Geographie

### Verlauf
Der Radweg beginnt am südlichen Stadtrand von Korbach an der Wildunger Landstraße (⊙; ca. 375 m ü. NN), die stadtauswärts zu den Bundesstraßen 251 und 252 überleitet. Anfangs führt er ostwärts, erst die B 252 und dann im Meineringhäuser Tunnel (75,2 m lang) die B 251 unterquerend, auf der Korbacher Ebene direkt nördlich vorbei an Meineringhausen (Ex-Bf) und dann, nach Überqueren der Werbe, nordostwärts nach Höringhausen (Ex-Bf), wo der Radweg u-förmig trassiert ist und dabei etwa in Richtung Süden abknickt. Hiernach führt er, den Hof Heide (mit Gaststätte) passierend, die B 251 über- und im Sachsenhäuser Tunnel (65,4 m) die B 485 unterquerend, nach Sachsenhausen (Ex-Bf). Danach verläuft er im Sachsenhäuser Hügelland südlich vorbei an Selbach (Ex-Bf), wobei er den Reiherbach auf dem Selbacher Viadukt (Reiherbachbrücke; 193 m) überquert.
Hiernach verläuft der Radweg im Netzehügelland durch Netze (Ex-Bf) und dort auf dem Netzer Viadukt über die Landesstraße 3215 (Netze–Naumburg). Nach anschließendem Überqueren der B 485 führt er durch Waldeck-Ost (Ex-Bf) und dann nach Buhlen. Kurz darauf endet der Radweg neben dem ehemaligen Bahnhof, der etwas südlich außerhalb Buhlens steht, an der Kreisstraße 34 (⊙; ca. 250 m ü. NN), die Buhlen mit Affoldern (beides Ortsteile von Edertal) verbindet. Über diese Straße besteht in Richtung Süden Anschluss an den Ederradweg und an den Hessischen Radfernweg R6.

### Verkehrsanbindung
Der Ederseebahn-Radweg ist im Rahmen von anschließenden Radwegen, Eisenbahnstrecken, Straßen und Wanderwegen vielfältig an das nordhessische Verkehrssystem angebunden:
Es besteht Anschluss an die in Abschnitten über den Ederseebahn-Radweg geführten Hessischen Radfernwege R5 (Nordhessenroute Eder–Fulda–Werra), der bei Korbach und in der Wegaer Ederaue angesteuert werden kann, und R6 (Waldecker Land–Rheintal), der im Bereich zwischen der Wegaer Ederaue und Selbach aufgesucht werden kann.
Zudem besteht am Beginn und Ende des Radwegs Anschluss an je einen noch in Betrieb befindlichen Abschnitt der Bahnstrecke Wega–Brilon Wald, zu der die Ederseebahn zählte, und an deren Anschlussbahnstrecken.
Des Weiteren über- oder unterquert der Radweg folgende Bundesstraßen und er wird teilweise von ihnen begleitet oder tangiert: 251 und 252, 253 und 485. Von diesen abzweigende Kreis- und Landesstraßen kreuzen vielerorts.
Mancherorts hat der Radweg Anschluss an kreuzende oder nahe verlaufende Wanderwege, dazu zählen: Ederseeweg, Diemel-Eder-Weg, Herkulesweg, Kellerwaldsteig, Studentenpfad und Urwaldsteig Edersee.

## Bauwerke
Der Radweg führt unter anderem durch den Meineringhäuser Tunnel (75,2 m lang), durch den Sachsenhäuser Tunnel (65,4 m), über das Selbacher Viadukt (Reiherbachbrücke; 193 m), über das Netzer Viadukt sowie über zahlreiche weitere Brücken und Bachdurchlässe und unter Straßen- und Feldwegbrücken (teils auch kreuzend) hindurch.

## Geschichte
Die Projektinitiierung (beispielsweise Beantragung der Fördergelder) erfolgte über die Stadt Korbach. Mit am Projekt beteiligt sind ferner die Gemeinden Waldeck und Edertal. Diese drei Projektpartner einigten sich auch auf den Namen Ederseebahn-Radweg.
Das Projekt begann im Jahr 2007 mit der Sanierung einzelner Brückenbauwerke. Im Frühjahr 2008 wurden die Schienen entfernt. Der Radweg wurde in 7 Bauabschnitten realisiert:
- 1. Bauabschnitt: Korbach (Streckenbeginn) → Meineringhausen (Querung K 16); Länge 4,134 km; Baubeginn 25. Juli 2008; Abschnitt-Freigabe im Oktober 2008
- 2. Bauabschnitt: Meineringhausen (Querung K 16) → Höringhausen (Querung K 14); Länge 4,009 km; Freigabe Mitte 2009
- 3.1 Bauabschnitt: Höringhausen (Querung K 14) → Hof Heide: Länge 1,938 km
- 3.2 Bauabschnitt: Hof Heide → Sachsenhausen (Querung L 3200); Länge 2,747 km; Freigabe bis Höringhausen im Juni 2009[4]
- 4.1 Bauabschnitt: Sachsenhausen (Querung L 3200) → Brücke an L 3083 nahe Ex-Bahnhof Netze; Länge 5,886 km; Freigabe im Sommer 2011[3]
- 4.2 Bauabschnitt: Brücke an L 3083 nahe Ex-Bahnhof Netze → Querung L 3083 nahe Ex-Bahnhof Waldeck; Länge 4,245 km
- 5. Bauabschnitt: Querung L 3083 nahe Ex-Bahnhof Waldeck → Streckenende an K 34 nahe Buhlen; Länge 3,071 km; fertiggestellt seit Sommer 2011[3]

Seit etwa Mitte September 2012 ist die Trasse der in diesem Abschnitt 1995 stillgelegten Bahnstrecke Wega–Brilon Wald von Buhlen bis Korbach befahrbar. Der Radweg wurde am 21. April 2013 offiziell eröffnet.

## Baukosten
Das Projekt Ederseebahn-Radweg kostete etwa 10,05 Mio. € (anderen Angaben zufolge ca. 9,4 Mio. €). Davon entfielen rund 6,175 Mio. € auf die Bauwerkinstandsetzungs- und -abbrucharbeiten. Der eigentliche Radwegebau kostete zirka 3,875 Mio. €.